# Garcinia xipshuanbannaensis
Garcinia xipshuanbannaensis är en tvåhjärtbladig växtart som beskrevs av Y.H. Li. Garcinia xipshuanbannaensis ingår i släktet Garcinia och familjen Clusiaceae. Inga underarter finns listade i Catalogue of Life.